# Elachista lachnella
Elachista lachnella er et møl fra Elachistidae-familien. Den findes i Australien.